# Penetrans
Penetrans är ett begrepp som inom genetiken används för att beteckna sannolikheten för att en individ med en viss genvariant ska få det fenotypiska uttrycket. 
Med andra ord kan man säga hur stort genomslag som den undersökta genens egenskap får hos bärarna i en population. Penetransen beror delvis på miljön.